# Micro Four Thirds
Systém Micro Four Thirds (zkráceně MFT, Micro 4/3, M4/3 nebo M43) je standard pro konstrukci bezzrcadlovek a videokamer vyvinutý firmami Olympus a Panasonic. Byl představen 5. srpna 2008.
Snímač systému Micro Four Thirds má velikost a specifikaci shodnou se systémem Four Thirds navrženým pro digitální zrcadlovky. Neobsahuje však prostor pro sklopné zrcátko a optický hranol, což umožňuje zmenšit velikost těla přístroje, zkrátit vzdálenost mezi objektivem a snímačem a díky tomu zmenšit i rozměry objektivu. Existují nicméně adaptéry, které umožňují na přístroje systému Micro Four Thirds nasadit i objektivy jiných systémů.

## Snímač a poměr stran

Relativní velikosti snímačů. Velikost Micro Four Thirds představuje červený obdélník.

Snímače systému Four Thirds a Micro Four Thirds bývají obvykle označovány jako 4/3". Označení 4/3 palce používané u tohoto  typu snímače  vzniklo v 50. letech 20. století  a vychází z vnějšího průměru elektronek typu vidikon, používaných v tehdejších kamerách. Úhlopříčka efektivní plochy snímače je tak ve skutečností menší než 4/3".  Tyto snímače mají zároveň  poměr stran 4:3 na rozdíl od většiny ostatních  fotografických systému využívajících poměr stran 3:2 (převzatý z kinofilmu). Konkrétní rozměry celého snímače činí 18 × 13,5 mm (úhlopříčka 22,5 mm), z toho je aktivní plocha o rozměrech 17,3 × 13,0 mm (úhlopříčka 21,6 mm). Plocha snímače je přibližně 220 mm2. To je zhruba o 40 % méně než plocha snímače APS-C, ale devítinásobek plochy snímače 1/2,5", běžného v kompaktních přístrojích.
Standard Micro Four Thirds požaduje, aby přístroje byly schopny zaznamenávat obraz s několika poměry stran: Kromě vlastního 4:3 i 3:2 (tradiční formát digitálních zrcadlovek), 16:9 (nativní pro HD video) a 1:1 (používaný u středoformátových přístrojů). Až na výjimky přístroje zaznamenávají v nativním formátu 4:3 a jiné formáty vytvářejí následným ořezem.

## Bajonet

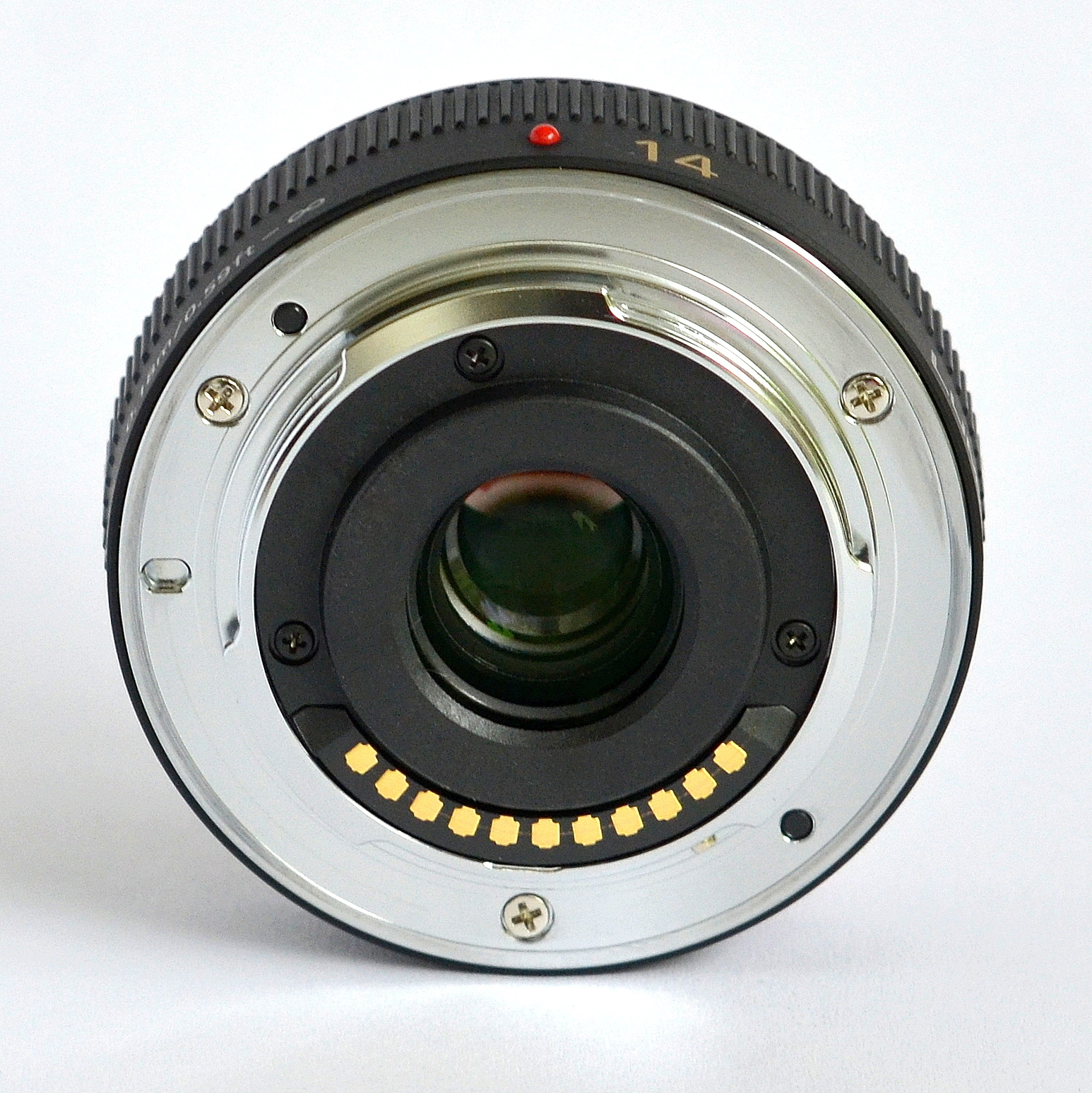
Bajonet objektivu Panasonic Lumix G 14mm F2.5 ASPH

Systém Micro Four Thirds definuje nový typ bajonetu pro upínání objektivů se vzdáleností objímky od snímače menší než 20 mm – poloviční proti systému Four Thirds. Chybějící zrcátko umožňuje výrazně snížit hloubku těla přístroje. Zobrazení fotografované scény ve všech modelech zajišťuje displej či hledáček, na který se promítá obraz hlavního snímače. Na některé modely lze osadit samostatný optický hledáček, obvykle určený pro konkrétní ohniskovou vzdálenost. V takovém případě ale vzniká problém s paralaxou.
Objímka bajonetu Micro Four Thirds má průměr kolem 38 mm (o 6 mm méně než u systému Four Thirds). Pro přenos dat mezi objektivem a tělem slouží 11 kontaktů (o dva více než u Four Thirds). Olympus deklaruje plnou zpětnou kompatibilitu objektivů systému Four Thirds se systémem Micro Four Thirds, samozřejmě při použití odpovídajícího mechanického a elektrického adaptéru. V produkci třetích výrobců lze nalézt i adaptéry pro objektivy mnohých jiných systémů – Canon, Nikon, Pentax, Leica M, Leica R, Olympus OM a další. Omezením je, že tyto objektivy (v angličtině označované "legacy lenses", zděděné objektivy) lze používat jen v manuálním režimu s ručním zaostřováním i nastavením clony.